# William Thompson (aviron)
Pour les articles homonymes, voir Thompson et William Thompson.
William Gluyas Thompson, né le 19 juillet 1908 à Napa et mort le 8 février 1956 à Los Angeles, est un rameur d'aviron américain.

## Biographie
Aux Jeux olympiques d'été de 1928 se tenant à Amsterdam, William Thompson est sacré champion olympique de huit. Il s'agit de sa seule participation aux Jeux olympiques.